# Liste des beffrois de Picardie
La Picardie possède trente-trois beffrois au cours de leur histoire, dont vingt-et-un subsistent encore aujourd'hui, douze ayant disparu. Seulement sept des vingt beffrois actuels sont inscrits au patrimoine mondial  de l'UNESCO au titre des Beffrois de Belgique et de France, treize sont protégés au titre des monuments historiques : sept  Classé MH et six  Inscrit MH. Parmi les douze beffrois détruits, un l'a été au XIVe siècle, un au XVIe siècle, un au XVIIIe siècle, cinq l'ont été au XIXe siècle, deux au cours de la Grande Guerre, et deux durant l'Entre-deux-guerres.

## Qu'est-ce qu'un beffroi?
En Europe, un beffroi est une tour, propriété communale, le plus souvent, qui symbolisait au Moyen Âge, les libertés communales, servait à surveiller les alentours et permettait d'alerter la population en cas de danger, grâce à la présence de cloches.

## Liste des beffrois

### Liste des beffrois actuels
| Beffroi                                                               | Commune                    | Département | Label et notes | Illustration |
| --------------------------------------------------------------------- | -------------------------- | ----------- | --- | ------------ |
| Beffroi d'Abbeville (début XIIIe - XVe et XVIe siècles)               | Abbeville                  | Somme       | Endommagé par les bombardements aériens de 1940, fin de restauration en 1986. · Inscrit MH (1926) · Beffrois de Belgique et de France (2005) |              |
| Beffroi de l'hôtel de ville d'Abbeville (milieu XXe siècle)           | Abbeville                  | Somme       | Architecte : Clément Tambuté. |              |
| Beffroi de l'Hôtel de ville d'Albert (1932)                           | Albert                     | Somme       | Architectes : Alexandre Miniac et Benjamin Maneval. · Inscrit MH (2024)                                                                      |              |
| Beffroi d'Amiens (XVe - XVIIIe siècles)                               | Amiens                     | Somme       | endommagé par les bombardements aériens de 1940, fin de restauration en 1989. · Inscrit MH (1926) · Beffrois de Belgique et de France (2005) |              |
| Beffroi de l'Église Saint-Pierre d'Ault (XIVe siècle)                 | Ault                       | Somme       | Classé MH (1976) |              |
| Tour-beffroi de l'Église Saint-Étienne de Beauvais (XVIe siècle)      | Beauvais                   | Oise        | Endommagé par les bombardements aériens de 1940.                                                                                             |              |
| Beffroi de l'Hôtel de ville de Bourguignon-sous-Montbavin             | Bourguignon-sous-Montbavin | Aisne       | Le coq en fer fut réalisé en 1977 par Jean-Pierre Bortolon, un habitant du village.                                                          |              |
| Beffroi de l'Hôtel de ville de Clermont (XIVe siècle)                 | Clermont                   | Oise        | Beffroi le plus méridional du nord de la France à être encore debout. Classé MH (1875)                                                       |              |
| Beffroi de l'Hôtel de ville de Compiègne (XVIe siècle)                | Compiègne                  | Oise        | Classé MH (1840) |              |
| Tour de Crécy (seconde moitié XVIe siècle)                            | Crécy-sur-Serre            | Aisne       | Classé MH (1921) |              |
| Beffroi de Doullens (XVIe-XVIIe siècles)                              | Doullens                   | Somme       | Inscrit MH (1966) · Beffrois de Belgique et de France (2005)                                                                                 |              |
| Beffroi de Lucheux (fin XIVe siècle)                                  | Lucheux                    | Somme       | Classé MH (1896) · Beffrois de Belgique et de France (2005)                                                                                  |              |
| Beffroi de l'Hôtel de ville de Montdidier (1928)                      | Montdidier                 | Somme       | Architectes : Charles Duval et Emmanuel Gonse. · Inscrit MH (2003)                                                                           |              |
| Beffroi de l'Hôtel de ville de Moreuil (1931)                         | Moreuil                    | Somme       | Reconstruit après la destruction du premier beffroi de 1911.                                                                                 |              |
| Clocher-beffroi de l'église Saint-Pierre de Rainvillers               | Rainvillers                | Oise        | |              |
| Beffroi de l'Hôtel de ville de Roye (1932)                            | Roye                       | Somme       | Architecte : Arthur Régnier. |              |
| Beffroi de Rue (XVe siècle)                                           | Rue                        | Somme       | Inscrit MH (1926) · Beffrois de Belgique et de France (2005)                                                                                 |              |
| Beffroi de Saint-Riquier (XVIe siècle)                                | Saint-Riquier              | Somme       | Inscrit MH (1943) · Beffrois de Belgique et de France (2005)                                                                                 |              |
| Beffroi de l'Hôtel de ville de Vervins (XVIe, XVIIIe et XIXe siècles) | Vervins                    | Aisne       | Architectes : Charles Jamin, Remy Cottenet et Chevalier.                                                                                     |              |

### Liste des beffrois disparus
| Beffroi                                                               | Commune              | Département | Label et notes | Illustration       |
| --------------------------------------------------------------------- | -------------------- | ----------- | --- | ------------------ |
| Beffroi de l'Hôtel de ville de Bohain-en-Vermandois fin (XIXe siècle) | Bohain-en-Vermandois | Aisne       | détruit en 1918 |                    |
| Beffroi de Chauny (milieu du XIIIe)                                   | Chauny               | Aisne       | détruit en 1870 |                    |
| Beffroi de Corbie (XIIe siècle)                                       | Corbie               | Somme       | détruit en 1310 | Pas d'illustration |
| Beffroi de Crépy-en-Valois (XVe siècle)                               | Crépy-en-Valois      | Oise        | détruit au XVIIIe siècle |                    |
| Beffroi de Guise                                                      | Guise                | Aisne       | détruit en 1847 |                    |
| Beffroi de Ham (XVe siècle).                                          | Ham                  | Somme       | détruit en mars 1917 |                    |
| Beffroi communal de Laon (XIIe siècle)                                | Laon                 | Aisne       | détruit en 1878 |                    |
| Beffroi de Noyon (XIIIe, XIVe et XVIe siècles)                        | Noyon                | Oise        | détruit à deux reprises par un incendie en 1293 et 1552 | Pas d'illustration |
| Beffroi (1395)                                                        | Péronne              | Somme       | démoli en 1844 |                    |
| Beffroi (XVIe siècle)                                                 | Saint-Quentin        | Aisne       | démoli au début du XIXe siècle ; la tour de l'ancienne église Saint-Jacques-le-Mineur devint le beffroi, ruiné au cours de la Grande Guerre, il fut démoli à son tour en 1927. |                    |
| Beffroi de Senlis (XIIIe, XIVe et XVIIIe siècles)                     | Senlis               | Oise        | démoli en 1802 |                    |
| Beffroi de Villers-Cotterêts (XIXe siècle)                            | Villers-Cotterêts    | Aisne       | érigé en 1829, détruit en 1919 |                    |